# Goliatspindel
Goliatspindel eller goliatfågelspindel (Theraphosa blondi) är en fågelspindel som lever i regnskogar i norra Sydamerika, men som också förekommer som husdjur i terrarium.

## Biologi
Goliatspindeln räknas som en av världens största spindlar. En fullvuxen spindel kan ha ett benspann på upp till 28 centimeter. Den är som alla spindlar giftig. Dess gift kan dock bara döda mindre djur; för en människa kan det dock närmast likna att bli stungen av en geting.
Om spindeln känner sig hotad kan den frambringa ett varningsläte. Om detta inte får avsedd effekt kan den försvara sig genom att med hjälp av benen sprätta hårstrån från sin buk mot angriparen. Dessa hårstrån är irriterande om de hamnar på huden och kan skada ögonen.

## Utbredning
Goliatspindeln förekommer i regnskog i södra Venezuela, Guyana, Surinam, Franska Guyana och nordöstra Brasilien. Det främsta hotet mot arten är som mot många andra regnskogsdjur habitatförlust.

## Levnadssätt
Goliatspindeln har en bohåla, ofta under någon nedfallen trädstam eller sten, som den gömmer sig i på dagen. På natten jagar den. Spindeln har dålig syn och förlitar sig på att känna av vibrationer i marken för att avgöra när byten närmar sig. Då rusar den fram och biter bytet, vanligen är det insekter, men ibland även grodor, små reptiler eller små däggdjur. Det tar 2,5 till 3 år innan en goliatspindel når könsmognad. Livslängden är cirka 10 år; en hona kan leva upp mot 20 år, men en hane lever bara i 3-6 år.

## Fortplantning
Goliatspindel är som de flesta spindlar ensamlevande, hanar och honor träffas bara för att para sig. Efter att ha blivit befruktad lägger honan 50-150 ägg. Äggen skyddas av en äggsäck och kläcks efter cirka 2 månader. Ungarna stannar kvar i moderns bo tills de har ömsat hud. Om de överlever den första tiden som självständiga utanför moderns håla letar de upp egna bohålor.